# Adam et Ève au Paradis
Adam et Ève au Paradis – ou La Tentation d'Adam – est un tableau réalisé vers 1620 par le peintre italien Guido Reni. De format vertical, cette huile sur toile est une peinture chrétienne qui illustre un épisode du Livre de la Genèse, dans l'Ancien Testament. Elle représente Adam reçevant d'Ève le fruit défendu, qu'elle vient de cueillir sur l'arbre de la connaissance du bien et du mal. Alors que le Serpent maléfique est enroulé autour du tronc de ce dernier, un lion et une panthère se tiennent à son pied. L'œuvre est conservée depuis 1809 au musée des Beaux-Arts de Dijon, à Dijon, dans la Côte-d'Or, en France.